# Erin Woodley
Erin Woodley (Mississauga, 6 de junho de 1972) é uma nadadora sincronizada canadiana, medalhista olímpica.

## Carreira
Erin Woodley representou seu país nos Jogos Olímpicos de 1996, ganhando a medalha de prata em Atlanta 1996, com a equipe canadense. 